# Spindeliger Rübling
Der Spindelige Rübling (Gymnopus fusipes, syn. Collybia fusipes) ist eine Pilzart aus der Familie der Omphalotaceae und die Typusart der Gattung der Blasssporrüblinge (Gymnopus). Markant sind die freudig braunen Hüte und die blasser gefärbten, spindelig wurzelnden Stiele. Die Fruchtkörper riechen unangenehm und sind ungenießbar.

## Merkmale

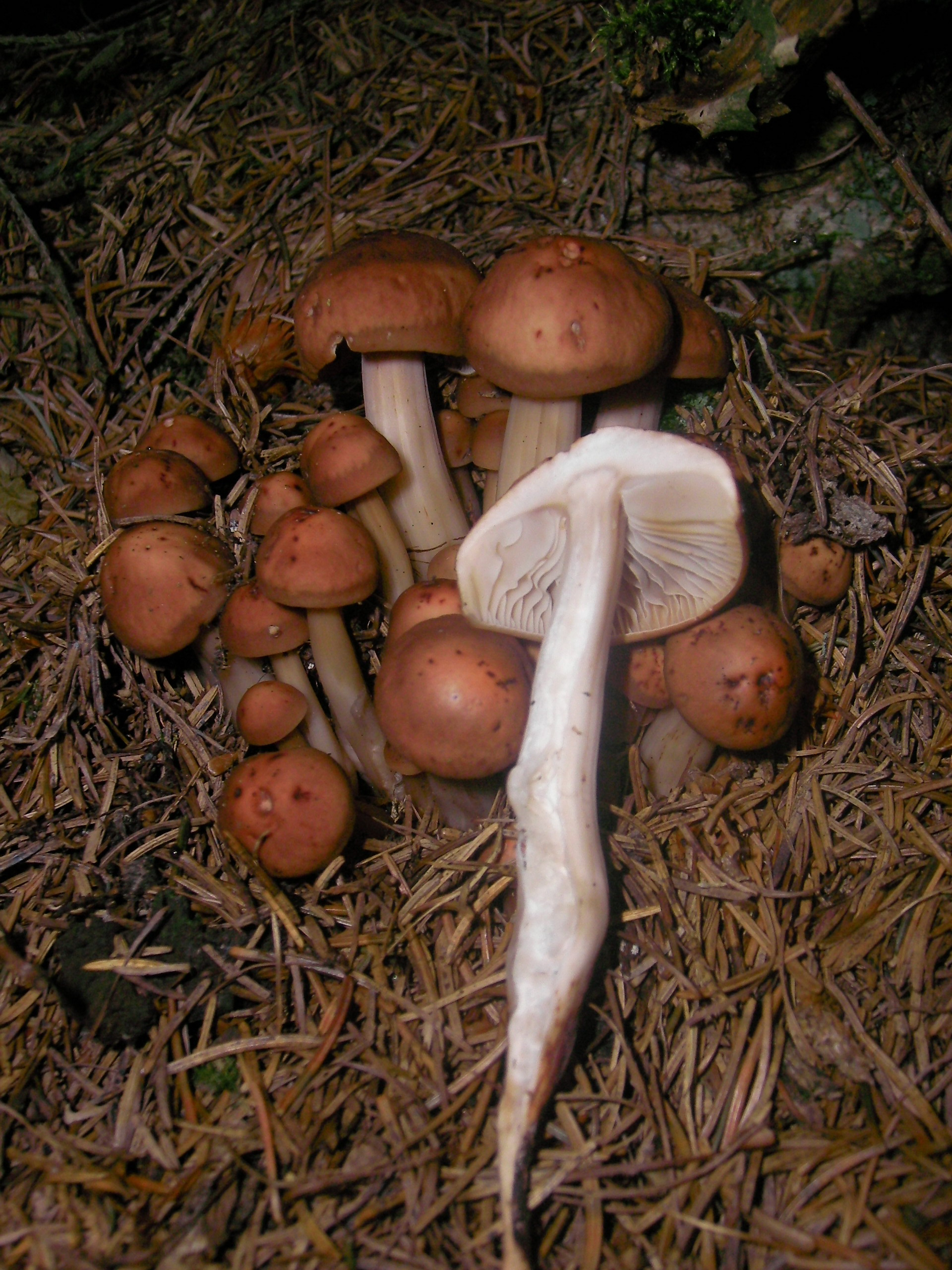
Eine Gruppe Fruchtkörper des Spindeligen Rüblings mit einem längs aufgeschnittenen Exemplar

### Makroskopische Merkmale
Der Spindelige Rübling ist ein Blätterpilz mit einem etwas unangenehmen, aufdringlichen Duft. Der Hut ist fleischbraun bis dunkel rotbraun gefärbt und verblasst mit fortschreitendem Alter, er ist ungerieft. Er misst 3–6, selten bis zu 8 cm im Durchmesser. Die Lamellen sind hell, leicht fleischfarben und oftmals fleckig. Sie stehen in relativ weitem Abstand zueinander und haften aufsteigend am Stiel an. Der Stiel ist wie der Hut gefärbt, in der Regel aber etwas heller. Mit dem Alter dunkelt er nach. Er ist nach unten zu verdreht, spindelig verjüngt und wurzelt im Substrat. Außerdem besitzt er ein zähes Fleisch.

### Mikroskopische Merkmale
Die Sporen sind weiß und länglich geformt.

## Artabgrenzung
Einige Hauptunterschiede zu ähnlichen Arten sind die spindelnd verdrehte Stielbasis des Spindeligen Rüblings sowie seine nicht weißen, aufsteigend am Stiel anhaftenden und entfernt zueinander stehenden Lamellen. Eine hellere, ähnliche Art ist der seltene, in Nadelwäldern, vor allem im Schwarzwald, vorkommende Durchbohrte oder Sägeblättrige Rübling (Rhodocollybia fodiens). Im Gegensatz zum Spindeligen Rübling sind die Lamellen des Doppelgängers an der Unterseite gezahnt. Auch der Drehstielige Rübling (Rhodocollybia prolixa var. distorta) kommt in Nadelwäldern vor und sieht dem Spindeligen Rübling ähnlich, er ist allerdings zierlicher als er. Sowohl der Durchbohrte als auch der Drehstielige Rübling sind Bodenbewohner.

## Ökologie und Phänologie
Der Spindelige Rübling kommt immer in Verbindung mit Holz vor, auch wenn er scheinbar am Boden wächst, liegt das Myzel an in der Erde vergrabenem Holz oder reicht bis an höher liegende Hauptwurzeln seines Wirtsbaumes. Zumeist wächst er an Eichenstümpfen oder an den Füßen größerer, gesunder und lebender Eichen.
Die Fruchtkörper sind zumeist von Juli bis Oktober zu finden, nach milden Wintern und mit feuchtwarmen Frühsommern kommt er auch schon ab Mitte Juni vor. Dadurch, dass der Stiel recht zäh und nur schwer zersetzbar ist, sind einzelne Spindelige Rüblinge über lange Zeit anzutreffen, unter günstigen Klimaverhältnissen überdauern einige sogar bis tief in den Winter.

## Verbreitung
Das Verbreitungsgebiet dieses Pilzes erstreckt sich über ganz Europa, er ist aber nach Norden zu ab Mittelschweden fehlend. Der Spindelige Rübling findet seine Lebensräume vor allem in Laubwäldern, insbesondere in Wäldern mit Buchen- und Eichen-Bestand. Auch auf Parkanlagen ist diese wärmeliebende Art gelegentlich anzutreffen. In großen Ausnahmen findet man auch in Nadelwäldern Spindelige Rüblinge.

## Bedeutung
Auf den Stämmen und Wurzeln von lebenden Bäumen wachsend kann der Spindelige Rübling Weißfäule verursachen, daher ist er ein unbeliebter Waldschädling, der bereits für den Tod vieler Bäume verantwortlich zu machen ist. Außerdem ist er in Zusammenhang mit anderen negativen Faktoren für größere Eichensterben verantwortlich.